# Матіас Дельгадо
Матіас Дельгадо (ісп. Matías Delgado, нар. 15 грудня 1982, Росаріо) — аргентинський футболіст, півзахисник клубу «Базель».

## Ігрова кар'єра
Народився 15 грудня 1982 року в місті Росаріо. Вихованець футбольної школи клубу «Рівер Плейт».
У дорослому футболі дебютував 2000 року виступами за команду клубу «Чакаріта Хуніорс», в якій провів три сезони, взявши участь у 55 матчах чемпіонату.
Своєю грою за цю команду привернув увагу представників тренерського штабу клубу «Базель», до складу якого приєднався в серпні 2003 року. Відіграв за команду з Базеля наступні три сезони своєї ігрової кар'єри. Більшість часу, проведеного у складі «Базеля», був основним гравцем команди. У складі «Базеля» став триразовим чемпіоном Швейцарії, а також був одним з головних бомбардирів команди, маючи середню результативність на рівні 0,51 голу за гру першості і в сезоні 2005/06 став найкращим бомбардиром Кубку УЄФА з 7 голами.
28 червня 2006 року уклав контракт з турецьким «Бешикташем», у складі якого провів наступні чотири роки своєї кар'єри гравця. Граючи у складі «Бешикташа» також здебільшого виходив на поле в основному складі команди, поки в кінці сезону 2008/09 не отримав серйозну травму і не вилетів на весь наступний сезон. Влітку 2010 року в команду прийшов Гуті і Дельгадо не мав достатньо часу для гри, через що змушений був покинути клуб. Всього виступаючи за турецький клуб зіграв 109 матчів в чемпіонаті і став чемпіоном Туреччини, дворазовим володарем Кубка Туреччини та володарем Суперкубка Туреччини.
Протягом 2010–2013 років захищав кольори еміратської «Аль-Джазіри», з якою став чемпіоном ОАЕ та дворазовим володарем національного кубка.
13 липня 2013 року Дельгадо повернувся до складу клубу «Базель». Відтоді встиг відіграти за команду з Базеля 51 матч в національному чемпіонаті та виграв ще один чемпіонат Швейцарії.

## Титули і досягнення

### Командні
- Чемпіон Швейцарії (6):

«Базель»: 2003-04, 2004-05, 2013-14, 2014-15, 2015-16, 2016–17
- Володар Кубка Швейцарії (1):

«Базель: 2016-17
- Чемпіон Туреччини (1):

«Бешікташ»: 2008-09
- Володар Кубка Туреччини (2):

«Бешікташ»: 2006-07, 2008-09
- Володар Суперкубка Туреччини (1):

«Бешікташ»: 2006
- Чемпіон ОАЕ (1):

«Аль-Джазіра»: 2010-11
- Володар Кубка Президента ОАЕ (2):

«Аль-Джазіра»: 2010-11, 2011-12

### Особисті
- Швейцарський футболіст року: 2005-06
- Найкращий бомбардир Кубка УЄФА: 2005-06 (7 голів)